# Antònia Vicens
Antònia Vicens Picornell (Santañí, Baleares, 27 de marzo de 1941) es una escritora española en lengua catalana, Premio Nacional de Poesía en 2018.
Medalla de Oro al Mérito en las Bellas Artes 2024.

## Biografía
Su primer libro publicado, la recopilación de relatos Banc de fusta (Banco de madera), fue premiado en la pequeña localidad de Cantonigròs en 1965. Su siguiente novela, 39º a l'ombra (39º a la sombra), sin embargo, recibió un premio destacado, el Sant Jordi de novela en 1967. El universo mallorquín proporcionó la fuente de inspiración principal para estos dos volúmenes y la obra posterior. En 1977 entró a formar parte de la junta de la Asociación de Escritores en Lengua Catalana (AELC) como vicepresidenta para las Islas Baleares. Distinguida con otros premios literarios, un reconocimiento global a su carrera le llegó con la Cruz de Sant Jordi en 1999 y la medalla Ramon Llull en 2004, a la que renunció en protesta por la política lingüística del gobierno de Baleares. Sus libros han sido traducidos al alemán y al español. En 2018 le fue concedido el Premio Nacional de Poesía.

## <Poesía
- 2009 Lovely
- 2013 Sota el paraigua el crit
- 2015 Fred als ulls
- 2017 Tots els cavalls (Todos los caballos, Pre-Textos, 2020)
- 2020 Si no dius fort el meu nom em condemnes per sempre (Antología)
- 2020 Pare què fem amb la mare morta

## Narrativa breve
- 1968 Banc de fusta
- 1980 Primera comunió
- 2005 Tots els contes
- 2015 Mort a la deriva

## Novela
- 1968 39º a l'ombra
- 1971 Material de fulletó
- 1974 La festa de tots els morts
- 1980 La Santa
- 1982 Quilòmetres de tul per a un petit cadàver
- 1984 Gelat de maduixa
- 1986 Crònica d'un suicidi
- 1987 Terra seca
- 1997 L'àngel de la lluna (infantil)
- 1998 Massa tímid per lligar (juvenil)
- 1998 Febre alta
- 2002 Lluny del tren
- 2007 Ungles perfectes

## Memorias
- 1993 Vocabulari privat (junto con Josep Maria Llompart de la Peña)

## Premios y reconocimientos
- 1965 Cantonigròs de narrativa por Banc de fusta
- 1967 Sant Jordi de novela por 39º graus a l'ombra
- 1981 Premio Ciudad de Palma de novela por Quilòmetres de tul per a un petit cadàver
- 1984 Ciutat de València - Constantí Llombart de narrativa per Gelat de maduixa
- 1999 Creu de Sant Jordi per la seva trajectòria
- 2004 Premi Ramon Llull del Gobierno de las Islas Baleares por su trayectoria
- 2016 Premio Nacional de Cultura de la Generalidad de Cataluña
- 2016 Medalla de Oro del Ayuntamiento de Palma de Mallorca
- 2016 Medalla de Oro del Ayuntamiento de Santañí
- 2016 Premio 31 de Diciembre Josep Maria Llompart de la Obra Cultural Balear
- 2018 Premi Cavall Verd de poesía de la Asociación de Escritores en Lengua Catalana
- 2018 Premio Nacional de Poesía, concedido por el Ministerio de Cultura y Deportes, por su libro Tots els cavalls.[4]
- 2019 Premi Jaume Fuster de l'Associació d'Escriptors en Llengua Catalana
- 2022 54 Premio de Honor de las Letras Catalanas.
- 2023 Medalla de Oro de la Comunidad Autónoma de las Islas Baleares[5]
- 2024 Medalla de Oro al Mérito en las Bellas Artes 2024.